# Radio Atlántico
Radio Atlántico fue una emisora de radio de Las Palmas de Gran Canaria que emitió desde el 18 de julio de 1954 hasta 1989. Nació por la iniciativa del abogado y procurador José García Díaz. Fue parte de la estructura propagandística del Movimiento Nacional dentro de la Cadena de Emisoras Sindicales.

## Historia
La creación de la emisora comenzó a desarrollar José García Díaz, abogador y procurador de tribunales, en la Navidad de 1953, junto a dos de sus amigos, José Julio Quevedo Bautista, perito industrial y experto en equipos de radiodifusión, y José Bordón, técnico radiofonista. En esa misma reunión emitieron por primera vez. El hermano de José García Díaz, conocido como García de Vegueta, fue testigo presencial y describe el momento exacto:

Los amigos Quevedo y Bordón, ambos excelentes técnicos de radio, examinaron los aparatos pudiendo comprobar que estaban en perfecto estado. De pronto surgió la idea. ¿Porqué no hacer una emisión en toda regla sobre la marcha? A los pocos minutos sonaba el gong —una jarra de cristal cortado de la sala— y la voz de nuestro hermano decía «Aquí Radio Atlántico...», el nombre que se nos había ocurrido hacia unos instantes, y una vez anunciados los datos de ciclos y kilociclos lanzamos a aire una melodía italiana con el ruego de que los posibles oyentes nos facilitaran controles de escucha.

La primera llamada que recibieron, ese mismo día, fue la hermana de la pintora Yolanda Graziani, quien les felicitó y pidió que emitieran más discos de ópera italiana. Comenzaron entonces a emitir rutinariamente en horario nocturno, principalmente contenido musical. Cuando aumentó la audiencia tuvieron que pedir prestados discos para emitir. A su vez, también crecía el número de colaboradores. Este crecimiento, las limitaciones técnicas del equipo y «algunas protestas e insinuaciones por la condición clandestina de la emisora» , motivaron a José García Díaz a contactar con su amigo Cristóbal Martel Ortega, delegado provincial de la Delegación Nacional de Sindicatos. Martel Ortega aceptó su propuesta y entonces la emisora se convirtió en la primera emisora canaria del Movimiento Nacional.
Se inauguró oficialmente el 18 de julio de 1954 en Las Palmas de Gran Canaria, durante los actos oficiales de celebración del día del «Glorioso Alzamiento Nacional». Fue inaugurada por la delegación provincial de la Delegación Nacional de Sindicatos en el número 26 de la calle Buenos Aires. Ese día comenzaron a emitir oficialmente durante seis horas al día. Aumentaron su tiempo de emisión y los contenidos conforme lo hacía su audiencia y los ingresos de la emisora, así como también su personal.
El equipo con el que emitieron en su inauguración tenía una potencia y calidad de emisión limitadas. En onda media de 200 m (1500 kilociclos) y en onda corta de 42,85 m (7000 kilociclos). Debido a esto, la adquisición de nuevos equipos emisores era una de las principales prioridades de Radio Atlántico. Para ello José García Díaz viajó a bordo del carguero Apapa hasta Londres, donde adquirió dos equipos de la Radio Corporation of America de 2 kilovatios de potencia, que tras la Segunda Guerra Mundial se habían quedado como excedentes de guerra. A su vuelta fueron instalados en la sede, que alcanzaban a emitir en todo el archipiélago y el África Occidental Española en onda normal de 200 metros (1500 kilociclos). Sin embargo, no pudieron utilizar toda la potencia del equipo hasta que se trasladaron a la quinta planta del edificio sindical en el número 21 de la calle General Franco.
La antena de emisiones para los nuevos equipos se instaló en Mesas de Galaz, una zona de la cumbre de Gran Canaria en el municipio de Tejeda. Además, la Delegación Nacional de Sindicatos instaló repetidores en Tenerife y La Palma. Además, contaban con tres tocadiscos Dual, tres magnetófono Grundig y un magnetófono portátil de cuerda y pilas que permitía realizar emisiones desde el exterior.
Durante un breve periodo lograron que su señal llegase hasta lugares como Noruega y Suecia, gracias al trabajo de sus técnicos con un transmisor de onda corta en 42 y 31 metros. Sin embargo, esta emisión no había sido autorizada oficialmente, por lo que duró hasta que fueron descubiertos por las autoridades.